# Česká mše vánoční

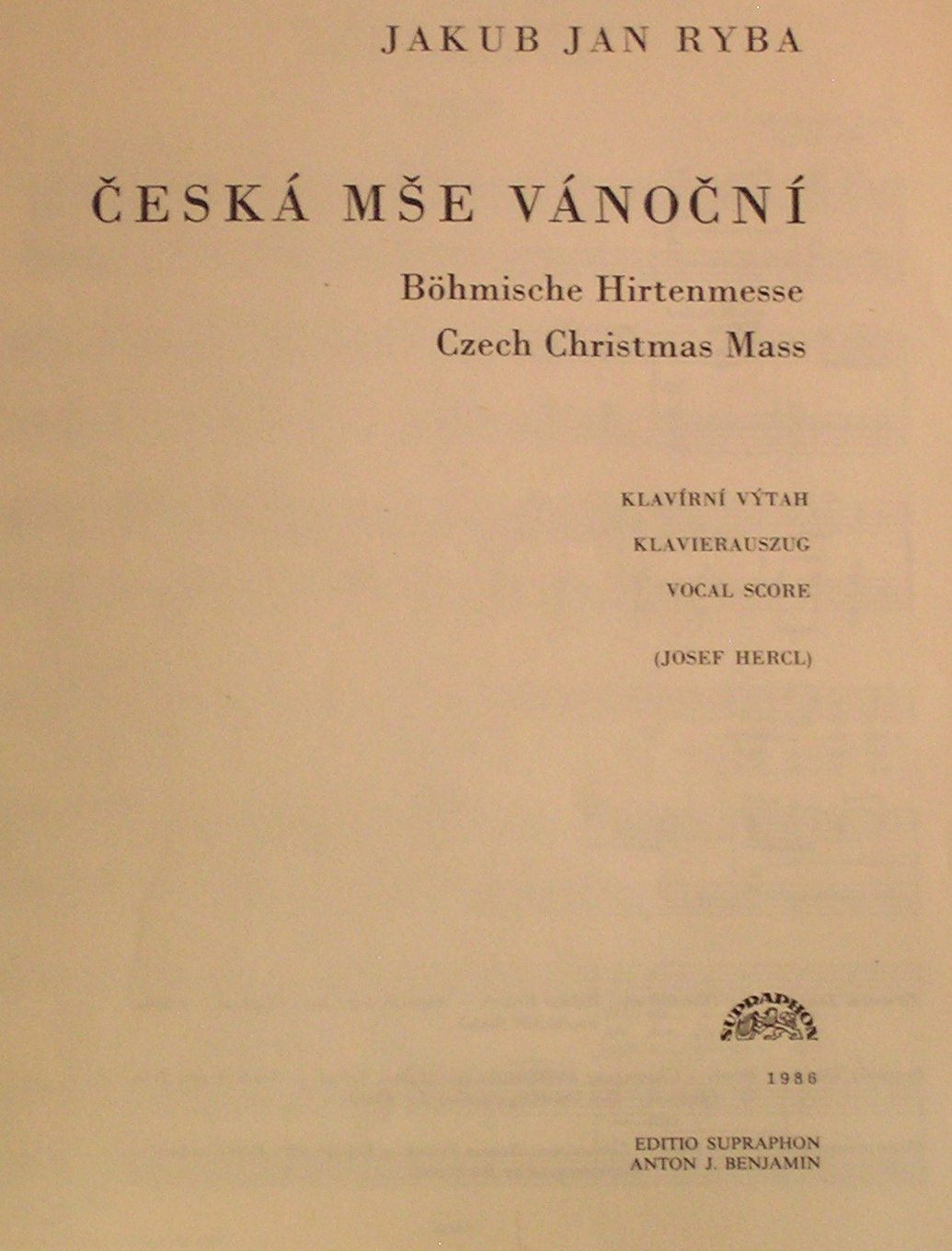
Úvodní strana klavírního výtahu

Česká mše vánoční, také uváděná jako mše Hej mistře nebo lidově Rybovka, (lat. Missa solemnis Festis Nativitatis D. J. Ch. acomodata in linguam bohemicam musicam – que redacta per Jac. Joa. Ryba, či zkráceně jako Missa pastoralis bohemica) je česky psaná církevní skladba Jakuba Jana Ryby, který je též autor jejího textu. Přestože je stavěná stejně jako latinská hudební mše (části Kyrie, Gloria etc.), jedná se o pastorální hru aplikovanou na liturgii tradiční mše; příběh vypráví o zvěstování Kristova narození a příchodu pastýřů k jesličkám. Česká mše vánoční má ryze pastorální ráz, je zasazená do českého prostředí, pro svou prostotu i radostnou a svěží atmosféru byla a stále je srozumitelná a přístupná širokému obecenstvu.
Vznikla v roce 1796 (původně v tónině A-dur, dnes se často hraje o tón níže, v G dur), prostřednictvím opisů se brzy rozšířila do celých českých zemí. Již od počátku vznikalo mnoho úprav, spočívajících ve změnách instrumentace, textu, melodie, popř. transpozicích do jiných tónin. Jelikož se do dnešních dnů nedochovala originální partitura, v současnosti hrané verze jsou sestaveny na základě kritických rozborů opisů.
Originální orchestrace: sólové hlasy a smíšený sbor, koncertantní flétna, 2 klarinety, 2 lesní rohy, clarino principale (trubka), dvoje housle, viola, kontrabas, tympány, koncertantní varhany.

## Části České mše vánoční

### Kyrie
Po úvodním „dialogu“ varhan a pizzicata smyčců následuje dialog pastýřů: mladší (tenor) budí staršího mistra (bas) – „hej, mistře, vstaň bystře“, protože zaslechl libý zvuk – „slyším za horou tam zvuk, moldánkový jemný hluk“. Starší se po prvotní rozmrzelosti – „nu, nu proč mi nedáš v spaní pokoje?“ dohaduje o příčinách onoho zvuku – „co jest to, co jest za libé hraní?“, oba chtějí zjistit jeho původ – „zas to hučí, mile zvučí, pojďme tam se podívat“. celý text

### Gloria
Andělské hlasy (v úpravách soprán a alt, původně dva soprány) zvěstují narození Mesiáše – „pokoj lidu všemu pokornému, neb se narodil Spasitel“, budí další pastýře a radí jim, aby se mu šli poklonit do Betléma – „Vstaňte rychle, pastýřové srdce věrného, zanechte stád, pastuškové, srdce dobrého, pojďte k Betlému, městu svatému“. Rozespalý pastevecký mistr se rozhodne, že se půjde Ježíšovi poklonit se svými pomocníky – „Vzbudím svou chasu, aby tu krásu pozorovala a pak se mnou šla k Betlému jak jsem slyšel, z oblohy když hlas vyšel.“ celý text

### Graduale
Také mladý pastýř zvěstuje lidem narození Krista a pobízí je, aby ho navštívili – „vstaňte s rychlostí, pojďte k Betlému, k Neviňátkovi dnes zrozenému“. Starší mistr pak řídí ostatní – „a ty, Jožko, jdi za horu, Janku svolej lidi v boru. Pozvi všecky dobré hudce, zpěváky a hodné trubce“ celý text

### Credo
Celá společnost se chystá na cestu k Betlému – „Pospíchejme k Betlému,místu svatému“, kde se bude klanět Ježíšovi – „Bohu poděkujeme, za nám dané spasení skrz Ježíše zrození“. celý text

### Offertorium
Pastýři se v Betlémě klanějí Ježíšovi a přinášejí mu dary – „Tobě se zde klaníme, oběť svou zde činíme“. Mladší bratr se svými druhy Ježíškovi zahraje na přinesené hudební nástroje – „Nuže, bratři, zahrajeme, potom zase zazpíváme, ke cti toho Děťátka“. celý text

### Sanctus
Tato část se nejvíce blíží latinské předloze, lidé a andělé chválí Boha – „Nebe hlásej: 'Svatý', obloha zněj: 'Svatý' “. celý text

### Benedictus
Pastýři dále opěvují narozeného Spasitele – „oznamujem světu všemu, že již přišlo spasení skrz Kristovo zrození“. celý text

### Agnus
Pastýři se loučí s Ježíšem a žádají o jeho požehnání – „Tebe nyní žádáme, o pokoj Tě prosíme. Uděl nám všem pokoj svatý“. celý text

### Závěr
Slavnostní zakončení mše, všichni „s radostí, s plesáním, s veselostí, srdcem spokojeným“ oslavují narození Ježíše. celý text

## Nahrávky
- Česká mše vánoční, Symfonický orchestr hl. m. Prahy (FOK), dirigent: Václav Smetáček, Český pěvecký sbor (PFS), sbormistr: Josef Veselka, Jaroslava Vymazalová – soprán, Marie Mrázová – alt, Beno Blachut – tenor, Zdeněk Kroupa – bas, CD Supraphon, P 1966, vydáno 2002.
- Pastorely, Česká mše vánoční. Capella Regia Musicalis, dirigent: Robert Hugo, Magdalena Kožená (mezzo-soprano), Gabriela Eibenová (soprano), Jaroslav Březina (tenor), Michael Pospíšil (bass). Hráno podle původních pramenů a na dobové nástroje. CD Deutsche Grammophon, C 1998.

V roce 1993 vydalo nakladatelství Venkow Records CD Česká mše vánoční ve folkové úpravě a doplněné písněmi Adama Michny. Mezi tyto interprety patří: Wabi Daněk, Jaromír Nohavica, Pavel Žalman Lohonka, Robert Křesťan, Lenka Slabá, Vojta Zícha a další.